# 等曲
等曲也称丁曲，位于中国西藏自治区昌都市丁青县北部的一条河流，是沙木涌（波曲）右岸支流。发源于布塔乡美赛松多（木桑松多）以西，先向东北流，之后逐渐转向西北流，于布塔乡布塔村东北约7千米，青藏交界附近汇入沙木涌。河长34千米，流域面积284平方千米，落差700米。流域属高山峡谷地貌。域内山峦起伏，沟壑纵横，山体裸露，植被稀疏。径流的补给来源于降水和地下水。